# Hyrule Warriors: Age of Imprisonment
Hyrule Warriors: Age of Imprisonment (ゼルダ無双 封印戦記, Zeruda musō fūin senki) é um futuro jogo eletrônico no estilo hack and slash desenvolvido pela Koei Tecmo e pela Nintendo para o console Nintendo Switch 2, com previsão de lançamento para o verão de 2025. Esta será uma prequela de The Legend of Zelda: Tears of the Kingdom, adicionando detalhes das aventuras da princesa Zelda na fundação do reino de Hyrule.